# Mirage (fly)
 For alternative betydninger, se mirage (flertydig). (Se også artikler, som begynder med mirage)
Dassault Aviations Miragefly ((fransk): luftspejling) er en række af franske overlydskampfly. Flyene har i forskellige versioner udgjort grundstammen i Frankrigs luftvåben Armée de l'Air fra midten af 1950'erne til i dag, samt været en eksportsucces. Flyet er primært kendt på grund af sit markante deltavingedesign.    
I Mirage-serien indgår bl.a. følgende fly:
- Dassault Mirage III – 2. generations jetjager.
- Dassault Mirage IIIV – opgivet VTOL-jagerfly.
- Dassault Mirage IV – strategisk bombefly med kernevåben.
- Dassault Mirage 5 – Mirage III med længere rækkevidde.
- Dassault Mirage 2000 – 4. generations jetjager.
- Dassault Mirage 4000 – opgivet tomotoret Mirage 2000.
- Dassault Mirage F1 – 3. generations jetjager/jagerbomber.
- Dassault Mirage G – opgivet jagerfly med variabel pilgeometri.
- IAI Kfir – israelsk Mirage 5 med amerikansk General Electric J79-motor.